# 小行星5901
小行星5901是一颗围绕太阳公转的小行星。1986年11月25日，茲丹卡·瓦弗洛娃在克萊季发现了此天体。
这颗小行星的绝对星等为247.03351等。